# Квемо Еркеті
Квемо Еркеті (груз. ქვემო ერკეთი) — село в Грузії.
За даними перепису населення 2014 року в селі проживає 344 особи.